# Eustroma metaria
Eustroma metaria là một loài bướm đêm trong họ Geometridae.